# ЛВС-66
ЛВС-66 — советский опытный шестиосный сочленённый трамвайный вагон. Произведёны 4 экземпляра на ВАРЗе в 1966 году. По параметрам схож с ЛМ-68 и ЛМ-67. Эксплуатировались в Ленинграде с 1967 по 1988 год.
До наших дней не сохранилось ни одного вагона. Все 4 были списаны и разрезаны. До начала 2000-х годов ПТМЗ выпускал вагоны, представляющие прямую эволюцию вагона ЛВС-66. Именно на нём была впервые на ленинградском заводе опробована реостатно-контакторная система управления.
ЛВС-66 — это первый советский сочленённый трамвай, второй (ЛВС-80) появился только в 1980 году, но и он был выпущен только в количестве 4 экземпляров. А массовое производство сочленённых удалось наладить только с появлением ЛВС-86 в 1986 году.

## Технические характеристики
Цельнометаллический сварной несущий кузов вагона состоит из двух симметрично расположенных частей, шарнирно соединённых посредством силового узла и гибкого сочленения. Каркас кузова выполнен из катаных и штампованных профилей, обшивка — из тонколистового проката. Боковые элементы сочленения внутри вагона изолируются раздвижными экранами и снабжены телескопическими поручнями. Все элементы кузова с внутренней стороны покрыты антикоррозионным грунтом и противошумной мастикой. Между наружной и внутренней обшивками стен и потолка уложены пакеты мипоры; пол обшит бакелизированной фанерой, покрыт линолеумом, а в проходах резиновым ковриком. Внутри вагон облицован слоистым пластиком, места стыков перекрыты декоративными раскладками. В пассажирском салоне установлены мягкие кресла поперечного расположения (с правой стороны двойные, с левой — одиночные), а также билетные кассы. В кабине управления, отделённой от пассажирского салона перегородкой с задвижной дверью, находится пульт управления и соответствующая аппаратура, а также кресло для водителя. В вагоне имеются четыре входные двери с автоматическим открыванием из кабины водителя. Окна салона — с раздвижными стёклами. Вечернее освещение салона — люминесцентными светильниками. Вентиляция — принудительная с подогревом в зимнее время (в пусковых реостатах) и естественная. Отопление — электрическое. В вагоне имеется громкоговорящее устройство, звуковая и световая сигнализация.
Вагон оборудован четырьмя тяговыми двигателями смешанного возбуждения. Подвеска двигателей — опорно-рамная, редуктор — двухступенчатый. Питание электродвигателей осуществляется от контактной сети с номинальным напряжением постоянного тока 600 В через токоприёмник пантографного типа, установленного на крыше вагона. Система управления вагона — косвенная, автоматическая с групповым контроллером на 17 позиций. Электрическая схема вагона состоит из силовой, управления и вспомогательной цепей. Силовая и часть вспомогательных цепей питаются от контактной сети, цепи управления — и часть вспомогательных — от аккумуляторной батареи напряжением 24 В. Торможение вагона осуществляется реостатным электрическим тормозом с автоматическим замещением его пневматическим при малых скоростях движения, экстренное торможение производится электрическим, воздушным и рельсовым тормозами. Силовое и тормозное оборудование размещено под вагоном на раме и тележках.
Кузов опирается на три двухосные тележки: две крайние — ведущие и среднюю опорную. Рамы крайних тележек состоят из двух продольных балок, лапы которых опираются на кожух редуктора в местах расположения осевых подшипников (букс), шкворневой балки с резиновыми амортизаторами и балок для подвески двигателей. К продольным балкам тележки на пружинах подвешены рельсовые тормоза. Средняя тележка имеет раму замкнутого коробчатого сечения на который крепится центральный и подвешивается рельсовый магнитный тормоза. Колёса всех тележек подрезиненные.